# Operació Kíev
L'Operació Kíev o Ofensiva de Kíev, que de vegades es considera el començament de la Guerra poloneso-soviètica, va ser un intent de les forces armades de la recent ressorgida Polònia dirigida per Józef Piłsudski, aliat amb el líder ucraïnès Símon Petliura, per apoderar-se dels territoris del que avui és Ucraïna, que havien caigut sota control soviètic després de la revolució bolxevic. L'operació va donar lloc a una contra soviètica que resulta en la creació de l'efímera República Soviètica Socialista de Galítsia, i va acabar de manera amigable amb l'oficial Pau de Riga de 1921.
L'objectiu declarat de l'operació era crear una Ucraïna formalment independent. Alguns ucraïnesos saludaren les forces poloneses i ucraïneses aliades com a alliberadors, tot i que els ucraïnesos van lluitar en ambdós bàndols del conflicte.
La campanya es va dur a terme entre abril i juny de 1920. Va ser una important operació militar de l'exèrcit polonès gràcies a la nova aliança amb les forces de la República Popular d'Ucraïna sota les ordres de l'exiliat líder ucraïnès Símon Petliura. Va ser rebutjada pels soviètics que van reclamar després la majoria dels territoris de la República Socialista Soviètica d'Ucraïna. Inicialment reeixida per a l'exèrcit polonès i els exèrcits d'Ucraïna, que van capturar Kíev el 7 de maig de 1920, la campanya es va invertir de manera espectacular, principalment per la cavalleria de Semion Budionni.

## Preludi

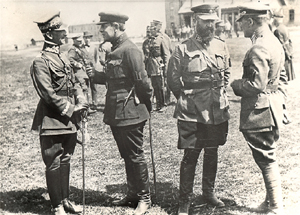
El general polonès Listowski (esquerra) i el líder ucraïnès exiliat Símon Petliura (segon per l'esquerra) després de l'aliança de Petliura amb els polonesos

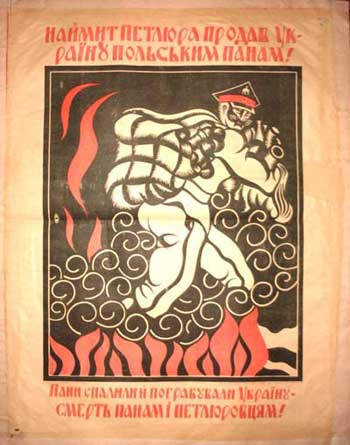
Cartell de propaganda de l'Ucraïna Soviètica imprès després de l'aliança Petlura-Piłsudski. El text en ucraïnès diu el següent: "El corrupte Petlura ha venut Ucraïna als terratinents polonesos que van cremar i van saquejar Ucraïna. Mort als terratinents i petlurovites ..."

El Govern de la República Popular d'Ucraïna, amb atacs creixents contra el seu territori des de principis de 1919, havia perdut el control de la major part d'Ucraïna, que estava controlada per diverses potències dispars: els blancs de Denikin, l'Exèrcit Roig i les formacions pro-soviètics, el makhnovista exercit partisà que reclamava un significatiu territori, el Regne de Romania, al sud-oest, Polònia, i diverses bandes que no tenien cap ideologia política. La ciutat de Kíiv havia patit nombrosos canvis recents del govern. La República Popular d'Ucraïna es va establir el 1917; es va suprimir un aixecament bolxevic el gener de 1918. L'Exèrcit Roig la va prendre el febrer de 1918, seguit per l'exèrcit de l'Imperi Alemany al març; les forces ucraïneses van tornar a prendre la ciutat al desembre. Durant el febrer de 1919, l'Exèrcit Roig va recuperar-ne el control; a l'agost va ser presa per primera vegada pels homes de Símon Petliura i després per l'exèrcit de Denikin. Els soviètics van recuperar-ne el control al desembre de 1919.
En el moment de l'ofensiva, les forces del líder ucraïnès exiliat Petlura, que formalment representava la República Popular d'Ucraïna, controlaven només una petita porció de terra prop de la frontera amb Polònia. En aquestes circumstàncies, Petlura no va veure una altra opció que no fos la d'acceptar l'oferta de Piłsudski d'unir-se a l'aliança amb Polònia, malgrat els molts conflictes territorials sense resoldre entre aquestes dues nacions; el 21 d'abril de 1920 van signar el Tractat de Varsòvia. A canvi d'acceptar una frontera al llarg del riu Zbrutx, a Petlura se li va prometre ajuda militar per a la recuperació dels territoris controlats pels soviètics amb Kíev, on assumiria de nou l'autoritat de la República Popular d'Ucraïna (UNR).
L'acceptació per Petlura dels avenços territorials de Polònia s'obtenia a partir de la derrota de l'República Popular d'Ucraïna Occidental, un intent d'Estat ucraïnès a Volínia i la part oriental de Galítsia, en gran part poblada per ucraïnesos, però amb una significativa minoria polonesa. A Petlura se li va prometre ajuda militar a la recuperació dels territoris controlats pels soviètics amb Kíiv, on tornaria a assumir l'autoritat de la República Popular d'Ucraïna. El tractat va ser seguit per una aliança formal signada per Petlura i Piłsudski el 24 d'abril. El mateix dia, les forces de Polònia i de la RPU van iniciar l'Operació Kíev, dirigida a assegurar el territori d'Ucraïna per al govern de Petlura, per tal de crear un estat coixí que separés Polònia de Rússia.
Després de la restauració formal de la independència d'Ucraïna, se suposava llavors que l'estat d'Ucraïna subordinaria les seves forces militars i l'economia a Varsòvia a través de la federació "Międzymorze" d'estats d'Europa central, atès que Piłsudski volia que Ucraïna fos un estat coixí entre Polònia i Rússia, més que no pas veure una Ucraïna dominada altre cop per Rússia a la dreta de la frontera polonesa. Diferents disposicions del tractat garantien els drets de les minories polonesa i ucraïnesa en ambdós estats, i obligaven ambdues parts a no signar acords internacionals contra l'altra part.
A mesura que el tractat legitimava el control polonès sobre el territori que els ucraïnesos veien com a propi pel dret, l'aliança va rebre una recepció extrema de molts líders d'Ucraïna, que van des de Mikhailo Hruixevski expresident de la Tsentralna Rada, a Ievhèn Petruixèvitx, el líder de la República Popular d'Ucraïna Occidental que va ser obligat a exiliar-se després de la Guerra entre Polònia i Ucraïna.
L'expedició inicial en què 65.000 polonesos i 15.000 soldats ucraïnesos van participar, començà el 24 d'abril de 1920. L'objectiu militar era flanquejar les forces soviètiques i destruir-les en una sola batalla. Després de guanyar la batalla al Sud, l'Estat Major polonès va planejar una ràpida retirada del 3r exèrcit i l'enfortiment del front nord, on Piłsudski esperava que tingués lloc la batalla principal amb l'Exèrcit Roig. El flanc sud polonès s'havia de mantenir per part de les forces aliades d'Ucraïna i Polònia sota un govern amic a Ucraïna. El 7 de maig, els soldats polonesos i ucraïnesos entraven a Kíev.

## Batalla

### Avanç polonès
Les forces de Pilsudski estaven dividides en tres exèrcits. Disposades de nord a sud, hi havia el 3r, 2n i 6è exèrcit, amb les forces de Petliura unides al 6è exèrcit. Enfront d'ells, hi havia el 12è i 14è exèrcits soviètics, sota les ordres d'Aleksandr Iegórov. Pilsudski colpejà el 25 d'abril i capturà Jitòmir l'endemà. En una setmana, el 12è exèrcit soviètic fou en gran part destruït. Al sud, les forces de Petliura i del 6è exèrcit polonès van empènyer el 14è exèrcit soviètic fora d'Ucraïna central, i ràpidament van marxar cap a l'est a través de Vínnitsia- Les forces combinades polonesosucraïneses van entrar a Kíiv el 7 de maig, trobant només una resistència simbòlica. El 9 de maig les tropes poloneses van celebrar la captura de Kíiv amb una desfilada de la victòria a Khresxàtik, el carrer principal de la ciutat. Després d'aquest desfilada, però, totes les forces poloneses es van retirar de la ciutat i se li va donar el control de la 6a divisió d'Ucraïna sota el control del govern ucraïnès de Petlura.
El 26 d'abril, en la seva "Crida al poble d'Ucraïna", Piłsudski va assegurar que "l'exèrcit polonès només s'hi estaria el temps necessari fins que un govern ucraïnès prengués el control legal sobre el seu propi territori". Molts ucraïnesos eren alhora antibolxevics i antipolonesos, i recelaven dels polonesos. La propaganda soviètica també va tenir l'efecte d'estimular el sentiment negatiu ucraïnès envers l'operació polonesa i la història entre Polònia i Ucraïna en general.
L'èxit de la campanya política conjunta entre Polònia i Ucraïna depenia de la creació d'un fort exèrcit ucraïnès capaç de derrotar els soviètics a Ucraïna. Si bé inicialment va tenir èxit, la campanya finalment va fracassar. La població local estava cansada de les hostilitats després de diversos anys de guerra i l'exèrcit d'Ucraïna mai no va excedir de dues divisions en gran part a causa de l'actitud ambivalent dels ucraïnesos cap a l'aliança. Petlura només va ser capaç de reclutar 20.000-30.000 soldats addicionals al seu exèrcit, un nombre insuficient per contenir les forces soviètiques.
No obstant això, l'exèrcit bolxevic, tot i haver patit algunes derrotes, va evitar la destrucció total. Des de principis de juny, la contraofensiva soviètica va obligar l'exèrcit polonès a retirar-se de Kíiv, i les petites unitats ucraïneses de Petlura no van ser capaces de mantenir-se per si mateixes. Les tropes poloneses van abandonar Kíev el 13 de juny.

### Contraatac soviètic
L'empenta militar polonesoucraïnesa aviat es va trobar amb el contraatac de l'Exèrcit Roig. El 24 de maig de 1920, les forces polonesoucraïneses es van encontrar amb el molt respectat Primer Exèrcit de Cavalleria de Semion Budionni. Dos dies més tard, la cavalleria de Buidonni, amb dues unitats principals del 12è exèrcit rus, va començar un assalt a les forces poloneses centrat al voltant de Kíev. Després d'una setmana d'intensos combats al sud de la ciutat, l'assalt rus va ser rebutjat i la línia frontal restaurada. El 3 juny 1920 va començar un altre assalt rus al nord de la ciutat.
Mentrestant, la intel·ligència militar polonesa estava al corrent dels preparatius de Rússia per a una contraofensiva, i el comandant en cap Józef Piłsudski ordenà al comandant de les forces poloneses al front ucraïnès, general Antoni Listowski, que preparés una retirada estratègica.Des del punt de vista dels mapes del comandament a Varsòvia, estava clar que l'exèrcit polonès recentment creat era massa feble per suportar tant l'ofensiva al sud, com el sector ucraïnès i l'ofensiva de primavera que estaven sent preparats pels bolxevics a Belarús i al nord dels aiguamolls de Pinsk. No obstant això, el comandant del 3r exèrcit polonès en les proximitats de Kíiv, el general Edward Rydz-Śmigły, estava buscant una manera de repel·lir el proper assalt rus en comptes de retirar-se, i fins i tot va proposar a l'Estat Major de reagrupar totes les seves forces a Kíiv i la defensa d'allà fins al seu relleu. El seu pla va ser rebutjat per Piłsudski, que sabia que a curt termini no es podria preparar cap força de relleu. Va repetir la seva ordre de retirar el 3r i 6è exèrcits polonesos de la zona de Kíiv.

### Retirada polonesa
Els repetits atacs per part del 1r Exèrcit de Cavalleria de Budionni finalment van trencar el front ucraïnesopolonès el 5 de juny i el 10 de juny els exèrcits polonesos es retiraven al llarg de tot el front. El 13 de juny Kíiv va ser evacuada i deixada als soviètics.
Atès que la retirada es va iniciar massa tard, les forces de Rydz es van trobar en una situació extremadament difícil. Els russos de Golikov i els grups de Iakir, així com el 1r Exèrcit de Cavalleria de Rússia, van aconseguir capturar diverses posicions estratègicament importants darrere de les línies poloneses i el risc dels exèrcits polonesos de quedar envoltats i derrotats va esdevenir alt. No obstant això, a causa principalment de la falta de reconeixement, el pobre comandament els conflictes dins del comandament del Front Sud-oest, les unitats de Polònia i Ucraïna van aconseguir retirar-se en ordre i relativament indemnes. Tal resultat de l'operació va ser igualment inesperat per tots dos costats. Tot i que els polonesos es van retirar a les seves posicions inicials, van romandre lligats a Ucraïna i no tenien suficient resistència per suportar el Front Nord de Polònia i reforçar les defenses al riu Auta durant la batalla decisiva que aviat tindria lloc allà. D'altra banda, els objectius bolxevics tampoc no s'aconseguiren i les forces russes van haver de romandre a Ucraïna i quedaren empantanades en intensos combats per l'àrea de la ciutat de Lwów.
Les converses de pau entre els polonesos i la part russa van començar el 17 d'agost de 1920 a Minsk, i van continuar a Riga.
El 15 de setembre de 1920, un mes abans de la signatura oficial de la treva L'exèrcit de la RPU tenia 3287 oficials i 12.117 soldats, mentre el 7 de novembre, després del final definitiu de l'Operació Kíiv i després de la signatura del tractat de Pau de Riga, i abans de la darrera campanya independent de l'Exèrcit Roig: 3.888 oficials i 35.259 soldats, tot plegat 39.147 soldats.
Amb el suport militar donat pels polonesos a l'Exèrcit Popular d'Ucraïna, els ucraïnesos van recuperar les terres situades entre el Zbrutx i el Dnièper, però l'equilibri de poder de llavors feia que Petliura no estigués en condicions de mantenir la independència de la República Popular d'Ucraïna enfront de l'agressió militar de la Rússia soviètica, decisiva per mantenir el domini sobre Ucraïna. Polònia va ser l'únic país que va concedir ajut a la República Popular d'Ucraïna i va donar suport a la restauració d'un estat ucraïnès independent-
| « | L'exèrcit ucraïnès va dur a terme la seva tasca ? Els autors ucraïnesos i polonesos estan excepcionalment d'acord. Tot i representar aproximadament el 15% de la força expedicionària, es pot respondre sense objeccions que en el període d'abril a octubre de 1920, l'exèrcit de la RPU, imbuït de l'esperit de l'estatitat, va dur a terme generosament a terme totes les tasques que li van ser encomanades. | » |

| « | Els plans de Símon Petliura i J. Piłsudski van acabar en fracàs. Van fallar a causa de dos factors: l'exèrcit polonès no va acomplir les tasques operacionals d'ocupació, i el Directori de la RPU no havia bastit uns sòlids fonaments per a la república. | » |

## Conseqüències
Com a conseqüència de la derrota a Ucraïna, el govern polonès de Leopold Skulski va renunciar el 9 de juny, i el govern polonès va quedar entrampat en una crisi política durant la major part de juny. La propaganda bolxevic i més tard la propaganda soviètica van utilitzar l'Ofensiva de Kíev per retratar el govern polonès com a agressor imperialista.

## Controvèrsies
Les acusacions mútues per les dues parts del conflicte sobre violacions de les regles bàsiques de la conducta de la guerra eren rampants i plenes d'exageracions. Norman Davies escriu que "els diaris polonesos i soviètics de l'època competit en quin dels dos dos la deia més grossa a l'hora de produir un retrat més aterridor del seu oponent." La propaganda soviètica va afirmar que els polonesos van destruir gran part de la infraestructura de Kíev, incloent les estacions de passatgers i de càrrega de ferrocarril, i altres objectes de caràcter exclusivament civil crucials per al funcionament de la ciutat, com ara la central elèctrica, i els sistemes de recol·lecció i disposició d'aigües residuals i subministrament d'aigua, així com monuments com la catedral de Sant Volodímir. Els polonesos van negar que haguessin comès aquests actes de vandalisme, i afirmaren que l'únic dany deliberat que van dur a terme durant la seva evacuació fou la voladura dels ponts de Kíev que creuaven el riu Dnièper, per raons estrictament militars. La catedral no fou, de fet, destruïda. D'acord amb algunes fonts ucraïneses, també van ocórrer ocorregut incidents més controvertits i també es van produir destruccions de la ciutat durant la retirada de l'exèrcit polonès sense cap raó militar que ho justifiqués.
També es van produir acusacions contra el bàndol soviètic. Richard Watt escriu que l'avanç soviètic a Ucraïna es va caracteritzar per l'assassinat en massa de civils i la crema de pobles sencers, sobretot per part dels cosacs de Semion Budionni, destinats a infondre una sensació de por en la població d'Ucraïna. Norman Davies assenyala que el 7 de juny - dos dies després de trencar la primera línia polonesa - el 1r Exèrcit de Budionni va destruir els ponts de Jitòmir, va destruir l'estació de tren i va cremar diversos edificis; el mateix dia en què es va cremar un hospital a Berdítxiv, amb 600 pacients i monges de la Creu Roja, i que aquestes tàctiques de terror eren comuns per als cosacs de Budionni. Segons El Llibre Negre del Comunisme, en la pacificació d'Ucraïna, que va començar durant la contraofensiva soviètica el 1920 i que no acabaria fins a 1922 els soviètics van llevar de milers de vides d'Ucraïna.
Isaac Babel, un corresponsal de guerra encaixat amb l'Exèrcit Roig, en el seu diari va escriure suposades atrocitats comeses per les tropes poloneses i els seus aliats, així com l'assassinat de PdG polonesos per part de les tropes de l'Exèrcit Roig i el saqueig de la població civil per part dels cosacs rojos de Budionni. Els escrits de Babel van esdevenir tan coneguts que el mateix Budionni va protestar contra la "difamació" de les seves tropes.